# Artabano (rebelde)
Artabano era, según el historiador griego Ctesias, el sátrapa de Bactriana en el momento del asesinato de Jerjes I en manos de otro Artabano. Cuando Artajerjes I, un hijo de Jerjes, se hizo con el trono, Artabano inició una sublevación en Bactriana, pero fue derrotado. Sin embargo, Diodoro Sículo, quien no menciona a Artabano, afirma que el sátrapa de Bactriana era por entonces Histaspes, otro hijo de Jerjes.